# Nydia Westman
Pour les articles homonymes, voir Westman.
Nydia Westman (de son vrai nom Nydia Eileen Westman) est une actrice américaine, née le 19 février 1902 à New York et morte le 23 mai 1970 à Burbank (Californie), des suites d'un cancer.

## Biographie
Elle épouse Robert Sparks en 1930, dont elle divorce en 1937, après la naissance de leur enfant Kate Williamson.
Elle eut un autre enfant, hors mariage, Al Ruscio.
Fille de comédiens, elle débute en 1920 au théâtre, puis s'oriente dès 1932 vers le cinéma.
Vers la fin des années 1940, elle s'intègre aux séries télévisées et on la retrouve dans certains épisodes de Bonanza ou de Perry Mason, tout en refaisant quelques apparitions au cinéma.

## Filmographie partielle
- 1932 : Manhattan Tower de Frank R. Strayer
- 1933 : Kaspa, fils de la brousse (King of the Jungle) de H. Bruce Humberstone et Max Marcin
- 1934 : Un soir en scène (Sweet Adeline) de Mervyn LeRoy
- 1934 : La Demoiselle du téléphone (Ladies Should Listen) de Frank Tuttle
- 1934 : Deux tout seuls (Two Alone) d'Elliott Nugent
- 1935 : Une plume à son chapeau (A Feather in Her Hat) d'Alfred Santell
- 1936 : L'Obsession de madame Craig (Craig's Wife) de Dorothy Arzner
- 1936 : L'Enchanteresse (The Gorgeous Hussy) de Clarence Brown
- 1936 : La Chanson à deux sous (Pennies from Heaven) de Norman Z. McLeod
- 1939 : Le Mystère de la maison Norman (The Cat and the Canary) d'Elliott Nugent
- 1939 : Veillée d’amour (When Tomorrow Comes) de John M. Stahl
- 1940 : Forty Little Mothers de Busby Berkeley
- 1941 : The Chocolate Soldier de Roy Del Ruth
- 1942 : André et les Fantômes (The Remarkable Andrew) de Stuart Heisler
- 1943 : Liens éternels ( Hers to Hold) de Frank Ryan
- 1947 : Un mariage à Boston (The Late George Apley) de Joseph L. Mankiewicz
- 1966 : La Poursuite impitoyable d'Arthur Penn